# Triramulispora gracilis
Triramulispora gracilis är en svampart som beskrevs av Matsush. 1975. Triramulispora gracilis ingår i släktet Triramulispora, divisionen sporsäcksvampar och riket svampar.   Inga underarter finns listade i Catalogue of Life.